# Unai Osa
Unai Osa Eizaguirre (Zestoa, Guipúzcoa, 12 juni 1975) is een voormalig Spaans wielrenner.
Zijn specialiteit is klimmen. Hij won bijvoorbeeld de Classique des Alpes in 1999 en werd in 2001 derde in de Ronde van Italië. Unai is de jongere broer van Aitor Osa en reed zijn hele profcarrière voor de ploeg van José Echavarri.
In 2006 bleek dat hij betrokken was in Operación Puerto. Daarop besloot hij te stoppen met wielrennen.

## Belangrijkste overwinningen
1999
- Classique des Alpes
- Eindklassement Tour de l'Avenir

## Resultaten in voornaamste wedstrijden
| Jaar | Ronde van Italië | Ronde van Frankrijk | Ronde van Spanje |
| ---- | ---------------- | ------------------- | ---------------- |
| 1999 |                  |                     |                  |
| 2000 | opgave           |                     | 56e              |
| 2001 | ↑                |                     | 22e              |
| 2002 |                  | 18e                 |                  |
| 2003 |                  |                     | 9e               |
| 2004 |                  |                     | 21e              |
| 2005 | 16e              |                     | 17e              |
| 2006 | 18e              |                     |                  |

| Jaar | Milaan-San Remo | Luik-Bast.‑Luik | Ronde van Lombardije | Waalse Pijl |  | Wereldranglijsten |
| ---- | --------------- | --------------- | -------------------- | ----------- |  | ----------------- |
| 1999 |                 | 41e             |                      | 20e         |  |                   |
| 2000 | 68e             | 20e             |                      | 33e         |  |                   |
| 2001 |                 | 41e             |                      |             |  |                   |
| 2002 |                 | 44e             |                      | 25e         |  |                   |
| 2003 |                 |                 |                      |             |  |                   |
| 2004 |                 |                 | 43e                  |             |  |                   |
| 2005 |                 |                 |                      |             |  | 124e (UPT)        |
| 2006 |                 |                 |                      |             |  | 176e (UPT)        |